# Norr-Mörtsjön
Norr-Mörtsjön är en sjö i Bollnäs kommun i Hälsingland och ingår i Ljusnans huvudavrinningsområde. Sjön är 1 meter djup, har en yta på 0,379 kvadratkilometer och befinner sig 189 meter över havet. Sjön avvattnas av vattendraget Ängaån (Millmyrån).

## Delavrinningsområde
Norr-Mörtsjön ingår i det delavrinningsområde (682599-154116) som SMHI kallar för Inloppet i Norra Maskinsjön. Medelhöjden är 218 meter över havet och ytan är 5,71 kvadratkilometer. Räknas de 5 avrinningsområdena uppströms in blir den ackumulerade arean 19,23 kvadratkilometer. Ängaån (Millmyrån) som avvattnar avrinningsområdet har biflödesordning 2, vilket innebär att vattnet flödar genom totalt 2 vattendrag innan det når havet efter 85 kilometer. Avrinningsområdet består mestadels av skog (74 procent). Avrinningsområdet har 0,38 kvadratkilometer vattenytor vilket ger det en sjöprocent på 6,7 procent.